# Distrito do Reno de Neuss
Distrito do Reno de Neuss (em alemão:  Rhein-Kreis Neuss) é um distrito (Kreis ou Landkreis) da Alemanha localizado na região administrativa (Regierungsbezirk) de Düsseldorf, no estado da Renânia do Norte-Vestfália.

## História
Em 1816, os distritos de Grevenbroich e Neuss foram criados quando toda a área se tornou parte da Prússia. A cidade de Neuss deixou o distrito em 1913 para se tornar uma cidade independente. Em 1929, os dois distritos foram unidos no novo distrito de Grevenbroich-Neuss, renomeado para Grevenbroich em 1946. Em 1975, Neuss perdeu seu estatuto de cidade independente e foi incorporada no distrito de Grevenbroich, que foi renomeado para Distrito de Neuss (Kreis Neuss) para representar a nova sede administrativa. Em 26 de maio de 2003, o distrito novamente mudou de nome e atualmente é chamado oficialmente de "Distrito do Reno de Neuss" ou "Distrito Renano de Neuss" (Rhein-Kreis Neuss).

## Subdivisão do distrito
(Habitantes em 31 de agosto 2006)
| Cidades 1. Dormagen (63 631) 2. Grevenbroich (64 705) 3. Kaarst (42 140) 4. Korschenbroich (33 437) 5. Meerbusch (55 276) 6. Neuss (152 630) | Municípios 1. Jüchen (22 469) 2. Rommerskirchen (12 456) |